# 가름 (노르드 신화)

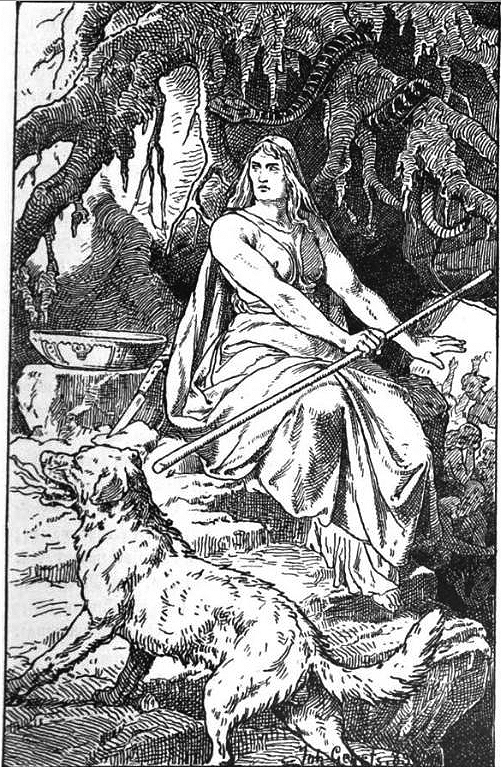
헬(뒤쪽)과 가름.

가름(고대 노르드어: Garmr, Garm→넝마조각)은 노르드 신화에서 니블헤임을 지키는 개이다. 그리스 신화의 케르베로스와 비슷한 역할을 한다고 할 수 있다. 생긴 모습은 케르베로스와 달리 보통 개와 비슷한데, 가슴이 시뻘건 선지피로 물들어 있다. 가름은 라그나로크가 도래면 전쟁의 신 튀르와 싸우다가 둘 다 죽게 된다.

## 고 에다
고 에다 중 〈그림니르의 비가〉에 가름이 등장한다.
나무 중 제일은 | 이그드라실이요,
배 중 제일은 스키드블라드니르요,
모든 신들 가운데 | 가장 위대한 것은 오딘이고,
말 중 제일은 슬레이프니르요,
다리 중에선 비프로스트, | 스칼드에는 브라기,
매 중에선 하브로크, | 개 중에서는 가름이 제일이라.
〈무녀의 예언〉의 후렴에서는 가름이 짖는 소리가 말세의 징조라고 한다.
이제 가름이 그니파헬리르 앞에 서 크게 울부짖으니
족쇄가 터져나가고 늑대가 풀려날지라.
신들의 운명과 싸움의 장대함에 대하여
내 아는 것이 이렇게 많고, 볼 수 있는 것은 더욱 많아라.
〈발드르의 꿈〉에서는 저승을 방문한 오딘이 개를 한 마리 만난다.
그러자 늙은 마법사 오딘이 일어서
슬레이프니르의 등에 안장을 얹고
니플헬 깊숙히 말을 타고 내려가니,
저승에서 기어나온 사냥개를 만났더라.
개의 앞가슴은 피투성이로 물들었고,
마법의 아비를 향해 멀리서 울부짖었다.
높이 우뚝 선 헬의 집에 다다를 때까지
말달리는 오딘의 앞으로 땅이 울려퍼졌다.
이름은 딱히 명시되어 있지 않지만, 보통 이 개가 가름으로 간주된다. 또는 가름을 펜리르와 동일시하는 해석도 존재한다. 여하간 지금까지 전해지는 고 에다 중에는 가름의 최후에 대해 다룬 것이 없기 때문에, 말세에 있을 가름과 튀르 사이의 싸움은 스노리의 창작인 듯 하다. 가름은 그리스의 케르베로스와 유사한 지옥견의 역할을 하는 것으로 생각된다.

## 신 에다
《신 에다》 중 〈길피의 속임수〉에서 가룸이 라그나로크 때 맡을 역할이 나타나 있다.
그리고 그니파헬리르 앞에 묶여 있던 개 가름이 풀려나리라. 놈은 가장 강력한 괴물로, 튀르와 맞붙어 서로가 서로를 죽이게 되리라.

## 같이 보기
- 지옥견

## 참고 자료
- Bellows, Henry Adams (trans.). 1923. The Poetic Edda. New York: The American-Scandinavian Foundation.
- Brodeur, Arthur Gilchrist (trans.). 1916. Snorri Sturluson: The Prose Edda. New York: The American-Scandinavian Foundation.
- Lincoln, Bruce (1991). 《Death, War, and Sacrifice: Studies in Ideology and Practice》. University of Chicago Press. ISBN 0-226-48199-9.
- Orchard, Andy (1997). Dictionary of Norse Myth and Legend. Cassell. ISBN 0-304-34520-2
- Simek, Rudolf. 1996. Dictionary of Northern Mythology. Translated by Angela Hall. First published by Alfred Kröner Verlag in 1984. Cambridge: D. S. Brewer. ISBN 0-85991-513-1.